# Żmigród
Żmigród (udtale: [ˈʐmiɡrut]; tysk: Trachenberg)   er en by  i  den  nordøstlige  del af  Voivodskabet Nedre Schlesien i det sydvestlige Polen.  Byen  har 6.339(2021) indbyggere og et areal på 9,49 km².  Den er en del af   powiatet (amt) Trzebnica.

## Geografi
Byen ligger ved floden Barycz, cirka 22 km nordvest for Trzebnica , og 40 km  nord for den regionale hovedstad Wrocław. Dens navn er afledt af  det gammelpolske Żmij, "drage" (tysk: Drachen) og gród, " slot" (tysk: Burg), vist i byens våbenskjold.

## Historie
De første optegnelser om en tidligere slavisk bosættelse ved navn Zunigrod (nuværende Żmigródek) på den nordlige bred af floden Barycz, dengang holdt af det [[romersk-katolske ærkebispedømme i Wrocław] |Biskop af Wrocław]], optræder i Pave Hadrian 4.s bibliotek i 1155. Den nuværende by på den anden side af floden blev investeret i henhold til tysk bylov af en Tydricus dictus Deysenberc  på befaling af Piast hertug Henry 3. den Hvide i 1253, på et sted, hvor der var et vadested.

## Galleri
- Sankt Stanislaus Kostka kirke
- Hellige Treenigheds kirke
- Historisk jernbanestation
- Slotspark
- Trachenberg slotsruiner i 2010
- Sankt Jan Nepomuk statue
- Trachenberg/Hatzfeld Palads ca. 1860
- Trachenberg paladstårn